# Откеев, Авазбек Туруспекович
Авазбек Туруспекович Откеев (4 декабря 1993) — киргизский футболист, полузащитник клуба «Алга». Выступал за сборную Кыргызстана.

## Клубная карьера
В юношеские годы занимался в клубе «Алга» (Бишкек). С 2009 года находится в системе клуба «Дордой», а с 2012 года выступает за его первый состав в высшей лиге Кыргызстана. Неоднократный чемпион (2012, 2014, 2018) и призёр чемпионата страны, многократный обладатель Кубка Кыргызстана. Принимал участие в матчах азиатских клубных турниров.

## Карьера в сборной
В составе олимпийской сборной Кыргызстана принимал участие в Азиатских играх 2014 года, выходил на поле в трёх матчах.
В национальной сборной Кыргызстана дебютировал 10 октября 2017 года в матче против Мьянмы.